# 6439 Tirol
6439 Tirol eller 1988 CV är en asteroid i huvudbältet som upptäcktes den 13 februari 1988 av den tyske astronomen Freimut Börngen vid Tautenburg-observatoriet. Den har fått sitt namn efter det österrikiska förbundslandet Tyrolen.
Asteroiden har en diameter på ungefär 17 kilometer.